# Kureika-Stausee
Der Kureika-Stausee (russisch Курейское водохранилище) ist ein 558 km² großer Stausee mit 9,96 km³ Stauraum an der Kureika im Putoranagebirge, dem Nordwestteil des Mittelsibirischen Berglands, in der Region Krasnojarsk, Sibirien, Russland (Asien). Sein Staudamm und Wasserkraftwerk wurden von 1975 bis 2002 erbaut.

## Geographische Lage
Der Kureika-Stausee liegt im Mittel etwa 60 km nördlich des nördlichen Polarkreises in den Südwestausläufern des Putoranagebirges, wo er sich in Nordost-Südwest-Richtung am östlichen Jenissei-Zufluss Kureika erstreckt; in dieser Region geht das Gebirge in die Ostausläufer des Westsibirischen Tieflands über. Während der Stausee von der Kureika und vielen Gebirgsbächen gespeist wird, ist die Kureika sein einziger Abfluss. Die Berge seiner Umgebung sind nahe dem Einfluss der Kureika in den Stausee bis 673 m hoch.
Flussaufwärts an der Kureika liegt der langgestreckte Djupkunsee und für eine Stelle flussabwärts ist das Untere Kureikakraftwerk mit einem kleineren Stausee in Planung.

## Stausee
Der buchten- und inselreiche Kureika-Stausee hat bei Erreichen des Stauziels (Vollstau) rund 558 km² Fläche und 9,96 km³ Fassungsvermögen.

## Staudamm
Der Staudamm des Kureika-Stausees wurde als Stein- und Erdschüttdamm bei der städtischen Siedlung Swetlogorsk aufgeschüttet. Er ist 81,5 m hoch und 1.576 m lang.

## Kureikakraftwerk
Das in den Staudamm integrierte Kureikakraftwerk (⊙) hat als Wasserkraftwerk mit 5 Turbinen à 120 MW insgesamt 600 MW Leistung – die jährliche Energieproduktion liegt bei rund 2,62 Mrd. kWh.

## Flora und Fauna
An den Ufern des Kureika-Stausees gedeihen boreale Nadelwälder (Taiga), insbesondere die Hochlagen der ihn umgebenden Berge mit Permafrostboden werden von der Tundra mit ihren Moosen und Flechten bestimmt. Im fischreichen Stausee leben zum Beispiel Barschfische, Hechte und Lachsfische.